# Toakai Puapua
Toakai Puapua is een Tuvaluaans gymleraar en voetbaltrainer. En sinds 2014 de voorzitter van de TNFA.
Toakai Puapua is voormalig bondscoach van Tuvalu. In 2007 was hij bondscoach van Tuvalu tijdens de Pacific Games in Samoa. De eerste wedstrijd tijdens deze Pacific Games werd met 16-0 verloren van Fiji. In een reactie na dit grote verlies liet Puapua weten dat het team te weinig samen had gespeeld en dit voor de andere wedstrijden meer moest gaan doen.

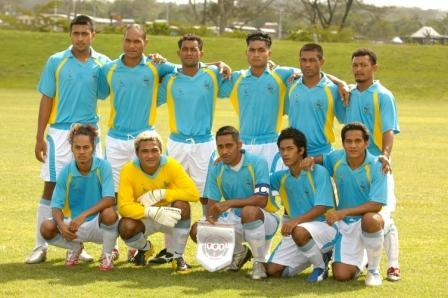
Team Tuvalu Pacific Games 2007

Twee dagen later wist Puapua zijn team zover te brengen dat er slecht met 1-0 werd verloren van Nieuw-Caladonie.  Na afloop van deze wedstrijd gaf de coach aan dat het team tevreden en blij was met het resultaat. Een foutje van de keeper zorgde voor de tegengoal verder, was hij tevreden.
Tegen Tahiti werd er zelfs gelijkgespeeld. De wedstrijd eindigde in 1-1, Sekifu scoorde voor Tuvalu. Puapua was in korte tijd in staat geweest zijn team te motiveren en meer als team ook te gaan samenspelen.
De laatste wedstrijd van Puapua als bondscoach eindigde in 4-1, Tuvalu verloor met drie punten verlies van Cook Islands, waardoor Puapua en Tuvalu als laatste eindigden in groep A.  Puapua werd pas in 2011 opgevolgd door Foppe de Haan. De Nederlandse bondscoach werd speciaal voor de Pacific Games van 2011 aangetrokken en was de eerste buitenlandse coach in Tuvalu.
In 2010 was Puapua trainer van het Tuvaluaans zaalvoetbalteam bij de Oceanian Futsal Championship 2010, ze werden zevende van zeven Teams.
Van 2006 tot 2008 was hij trainer van Tofaga A, waar hij vier prijzen pakte.